# Japodi
. U selu Prozoru kraj Otočca otkriveni su ostatci naselja i nekropola ilirskih Japoda iz 1. tisućljeća pr. Kr. Život se ondje odvijao i u rimskom razdoblju. Visoku razinu umjetničkog obrta predstavljaju brončani ukrasni predmeti specifičnih oblika, poput ukrasa za glavu (oglavlja), privjesaka, okova za pojas, kopči, fibula i dr., dok posebno obilježje nakitu daju jantar i staklena pasta.]]
Japodi (grčki: Ἰάποδες, Iápodes, Ἰάπυδες, Iápydes, latinski: Japodes) su bili narod koji je u doba rimske vladavine nastanjivao područje Like, Ogulinsko-plaščanske udoline i Pounja. Nakon provale Kelta u te krajeve na početku 4. stoljeća pr. Kr. potpali su pod njihov utjecaj (Strabon i Dionizije Halikarnašanin nazivaju ih ilirsko-keltskim narodom). Unatoč tomu njihova pripadnost ilirskom ili keltskom etničkom kompleksu nije potvrđena. Japodi su bili organizirani u teritorijalne zajednice koje su se grupirale oko utvrđenih naselja: Monetini (Monetium – Brinje), Avendeati (Avendo – Crkvina kraj Brloga), Arupini (Arupium – Prozor kraj Otočca) i dr. U 2. stoljeću pr. Kr. su iz svojih sjedišta često upadali na područje sjeverne Italije. Zbog toga su ih Rimljani u više navrata pokušavali pokoriti, npr. tijekom vojne intervencije 129. pr. Kr., nakon koje konzul Gaj Sempronije Tuditan slavi trijumf u Rimu. Konačno ih je pokorio Oktavijan u ratu od 35. do 33. pr. Kr., osvojivši njihovo posljednje uporište Metulum (najvjerojatnije Viničica kod Josipdola). Iskopine s mnogobrojnih nalazišta (Prozor, Kompolje, Vrebac, Ribić, Golubić, Jezerine i dr.) ilustriraju specifičnost japodske kulture: urne s prizorima iz zagrobnog i svakodnevnog života, ravni grobovi s bogatim prilozima poput nakita, oružja i japodskih kapa (iste se smatraju prototipom „ličke kape”).

## Japodske urne
Japodi su pepeo pokojnika stavljali u japodske urne, grobne spomenike od kamena. Najveći broj japodskih urni pronađen je na raznim arheološkim nalazištima u okolici Bihaća.

## Vanjske poveznice
- Japodi Hrvatska enciklopedija
- Japodi, Proleksis enciklopedija
- Japodi, Istrapedia